# Località bandiere blu in Italia (2010)
Elenco delle località italiane insignite della bandiera blu dalla FEE per l'anno 2010.

## Abruzzo
- Martinsicuro
- Alba Adriatica
- Tortoreto
- Giulianova
- Roseto degli Abruzzi
- Pineto
- Silvi
- Ortona
- San Vito Chietino
- Rocca San Giovanni
- Fossacesia
- Vasto
- San Salvo

## Basilicata
- Maratea

## Calabria
- Cariati - Marina di Cariati
- Cirò Marina - Punta Alice
- Roccella Jonica
- Gioiosa Jonica - Marina di Gioiosa Jonica

## Campania
- Massa Lubrense
- Positano
- Agropoli
- Castellabate
- Montecorice - Agnone e Capitello
- Pollica - Acciaroli e Pioppi
- Casal Velino
- Ascea
- Pisciotta
- Centola - Palinuro
- Vibonati - Villammare
- Sapri

## Emilia-Romagna
- Comacchio - Lidi Comacchiesi
- Ravenna - Lidi Ravennati
- Cervia
- Cesenatico
- San Mauro Pascoli - San Mauro Mare
- Bellaria Igea Marina
- Rimini
- Cattolica

## Friuli Venezia Giulia
- Grado
- Lignano Sabbiadoro

## Lazio
- Anzio
- Sabaudia
- San Felice Circeo
- Sperlonga
- Gaeta

## Liguria
- Chiavari
- Lavagna
- Moneglia
- Camporosso
- Bordighera
- Lerici
- Fiumaretta di Ameglia
- Noli
- Loano
- Albisola Superiore
- Savona
- Spotorno
- Finale Ligure
- Albissola Marina
- Celle Ligure
- Varazze
- Bergeggi

## Marche
- Gabicce Mare
- Pesaro
- Fano
- Mondolfo
- Senigallia
- Ancona - Portonovo
- Sirolo
- Numana - Numana bassa e Numana Alta
- Porto Recanati
- Potenza Picena - Porto Potenza Picena
- Civitanova Marche - Lungomare Nord e Centro
- Porto Sant'Elpidio
- Porto San Giorgio
- Cupra Marittima
- Grottammare
- San Benedetto del Tronto

## Molise
- Termoli

## Piemonte
- Cannobio
- Cannero Riviera

## Puglia
- Ostuni
- Polignano a Mare
- Rodi Garganico
- Melendugno
- Castro
- Salve
- Ginosa
- Castellaneta

## Sardegna
- Santa Teresa di Gallura - La Rena Bianca
- La Maddalena - Punta Tegge e Spalmatore

## Sicilia
- Menfi
- Fiumefreddo di Sicilia - Marina di Cottone
- Ragusa - Marina di Ragusa
- Pozzallo - Pietre Nere e Raganzino

## Toscana
- Monte Argentario
- Follonica
- Castiglion della Pescaia
- Grosseto - Marina di Grosseto e Principina a Mare
- Cecina
- Piombino - Riotorto e Parco Naturale della Sterpaia
- Livorno - Antignano e Querciarella
- San Vincenzo
- Bibbona - Marina di Bibbona
- Castagneto Carducci
- Rosignano Marittimo - Castiglioncello e Vada
- Forte dei Marmi
- Pietrasanta
- Camaiore
- Viareggio
- Pisa - Marina di Pisa, Tirrenia e Calambrone

## Veneto
- Caorle
- San Michele al Tagliamento - Bibione
- Eraclea
- Venezia - Lido di Venezia
- Jesolo
- Cavallino Treporti